# Anxi, Zhejiang
Anxi (kinesiska: 安溪, 安溪畲族乡) är en socken i Kina. Den ligger i provinsen Zhejiang, i den östra delen av landet, omkring 250 kilometer söder om provinshuvudstaden Hangzhou. Antalet invånare är 1642. Befolkningen består av 783 kvinnor och 859 män. Barn under 15 år utgör 12,0 %, vuxna 15-64 år 69 %, och äldre över 65 år 17,0 %.
Genomsnittlig årsnederbörd är 2 268 millimeter. Den regnigaste månaden är juni, med i genomsnitt 433 mm nederbörd, och den torraste är januari, med 65 mm nederbörd.